# ألين بارد
ألين بارد (بالإنجليزية: Allen J. Bard)‏ هو عالم كيمياء أمريكي ولد في 18 ديسمبر 1933 في نيويورك، حائز على جائزة قلادة العلوم الوطنية الأمريكية.

## وصلات خارجية
- الموقع الرسمي لجائزة قلادة العلوم الوطنية الأمريكية